# Pabla Toledo Obando
Pabla Toledo Obando (Valdivia, 26 de julio de 1922-Santiago, 20 de septiembre de 1993) fue una abogada y política demócrata-cristiana chilena. Fue diputada de la República entre 1969 y 1973.

## Biografía

### Primeros años
Nació en Valdivia el año 1922. Hija de Floriano Toledo y María Antonia Obando.
Estuvo casada con el abogado Eduardo del Campo, con quien tuvo cinco hijos: Cecilia, Eduardo, Francisco, Pablo y Verónica.

### Estudios y vida laboral
Realizó los estudios secundarios en el Liceo de Niñas de Valdivia. Luego de finalizar la etapa escolar, ingresó a la carrera de Derecho en Escuela de Leyes de la Pontificia Universidad Católica (PUC), la que terminó en la Universidad de Chile donde se tituló de abogada el 7 de julio de 1950 con la memoria: La Industria Textil en Chile.
Una vez egresada, ejerció su profesión en Valdivia de manera independiente.
Fue miembro del directorio del Banco de Estreptomicina.

## Trayectoria política y pública
Inició sus actividades políticas en el Partido Conservador Social Cristiano (PCSC). En representación de esta colectividad fue electa regidora por la Municipalidad de Valdivia, entre 1956 y 1960.
Posteriormente, se integró al Partido Demócrata Cristiano (PDC) debido a la fusión del PCSC con la Falange Nacional, en 1957.
En las elecciones parlamentarias  de 1969, resultó diputada por la 22ª Agrupación Departamental de Valdivia, La Unión y Río Bueno, para el período de 1969-1973. Integró las Comisiones de Gobierno Interior y la de Vivienda y Urbanismo.
Falleció en Santiago, el 20 de septiembre de 1993.